# 13 h 15, le dimanche
13 h 15 le dimanche est un magazine d'information présentée par Laurent Delahousse (ou sa remplaçante au journal de 13 heures jusqu'en 2017) et diffusée sur France 2 tous les dimanches depuis juin 2008.
Après le journal de 13 heures, Laurent Delahousse reçoit une personnalité du milieu politique ou artistique qui explique son parcours, le choix de sa carrière de personnalité politique, de réalisateur ou d'écrivain.
En fin d'émission, une autre personnalité apporte son grain de sel dans l'actualité en la décryptant.
Le magazine peut aussi se dérouler sous forme de série documentaire.
Depuis le 18 octobre 2020, 13h15 le dimanche est doublée et le magazine passe à 90 minutes.
Ainsi, une équipe de tournage dirigée par Emmanuelle Chartoire, suit les salariés de la Nouvelle Fonderie Gillet durant 6 années, de la constitution de la scop en 2014, jusqu'en 2020. D'après Sandrine Morin, une journaliste « c'est un temps très long et très rare en télévision ». La série documentaire de 6 épisodes et intitulée 27 patrons pour une usine, est diffusée à partir du 28 mars 2021,,.